# Scotsman Motor Car Company
Die Scotsman Motor Car Company war ein britischer Automobilhersteller, der zwischen 1922 und 1923 in Glasgow ansässig war. Es bestand keine Verbindung zu Scotsman Motors aus Edinburgh, die von 1929 bis 1930 Automobile herstellten.

## Fahrzeuge
Das Unternehmen brachte 1922 drei unterschiedliche Mittelklassemodelle heraus, von denen allerdings nur wenig bekannt ist: Die Modelle 10/20 hp und 11 hp hatten einen Vierzylindermotor mit 1460 cm³ bzw. 1492 cm³ Hubraum. Darüber hinaus wurde das Sechszylindermodell 14/40 hp angeboten, dessen 2,4 l großer Motor mit obenliegender Nockenwelle 45 bhp (33 kW) Leistung lieferte.
Bereits im Folgejahr waren alle Modelle wieder vom Markt verschwunden und die Firma schloss ihre Tore.

### Modelle
| Modell   | Bauzeitraum | Zylinder | Hubraum  |
| -------- | ----------- | -------- | -------- |
| 10/20 hp | 1922–1923   | 4 Reihe  | 1460 cm³ |
| 11 hp    | 1922–1923   | 4 Reihe  | 1492 cm³ |
| 14/40 hp | 1922–1923   | 6 Reihe  | 2354 cm³ |